# Летние люди
«Летние люди» — художественный фильм Сергея Урсуляка, снятый в 1995 году по пьесе Максима Горького «Дачники». Премьера состоялась 20 октября 1995 года в Киноцентре.

## Сюжет
Один день из жизни дачного посёлка начала XX века. Сюда съехались представители интеллигенции. Завершается летний день, наполненный лёгким флиртом, ни к чему не обязывающими разговорами, пикниками, шутливыми играми. Наступает вечер. Каждый из героев скрывает свою драму, что ещё немного, и может случиться трагедия. Тем более, что озлобленные крестьяне уже сговариваются поджечь дома своих господ.

## Отзывы
«Мне кажется, что Сергей (Урсуляк) нашёл неожиданный ход в раскрытии этой пьесы Горького. Это не серьёзный Горький, это не Чехов, это не „Механическое пианино“ Михалкова. Это ход — игры, игры реальности и нереальности» — Сергей Маковецкий.

## В ролях
| Актёр             | Роль             |
| ----------------- | ---------------- |
| Сергей Маковецкий | Сергей Басов     |
| Светлана Рябова   | Калерия          |
| Виктор Гвоздицкий | Яков Шалимов     |
| Сергей Колтаков   | Пётр Суслов      |
| Мария Аронова     | Ольга Дудакова   |
| Ирина Купченко    | Марья Львовна    |
| Наталья Вдовина   | Варвара Басова   |
| Владимир Большов  | Павел Рюмин      |
| Фёдор Добронравов | Кирилл Дудаков   |
| Игорь Лагутин     | Николай Замыслов |
| Сергей Гармаш     | «Пустобайка»     |
| Николай Добрынин  | Крапилкин        |

## Съёмочная группа
- Автор сценария: Сергей Урсуляк
- Режиссёр: Сергей Урсуляк
- Оператор-постановщик: Сергей Юриздицкий
- Художник-постановщик: Георгий Кропачёв
- Художники по костюмам:
  - Алексей Камышов
  - Елена Станкеева
- Композитор: Микаэл Таривердиев
- Исполнитель песен: Юрий Морфесси
- Продюсер: Олег Капанец

## Восприятие

### Призы и награды
- Приз за лучшую операторскую работу (Сергей Юриздицкий) и приз Гильдии кинокритиков — КФ «Киношок-95» (Анапа);
- Приз жюри «За современное прочтение классики и высокую кинематографическую культуру» — КФ «Литература и кино-96» (Гатчина);
- Призы кинопрессы за 1995 год лучшим актёрам года (Сергей Маковецкий за роли в фильмах «Пьеса для пассажира», «Летние люди», «Прибытие поезда» поделил с Евгением Мироновым).

### Критика
Лариса Юсипова («Коммерсантъ») негативно оценила фильм. В частности, она отмечала: «Если авторы ставили целью озадачить хотя бы критиков, то некоторого успеха они добились. В момент, когда мода диктует более всего ценить в сценарии story, старательная деконструкция драматургической основы производит странное впечатление».
По мнению Ирины Чайковской в контексте социально-политических аспектов пьесы и её экранизации, «фильм „Летние люди“ наглядно показывает, какой катастрофой всё может кончиться для отдыхающих, расслабившихся на летнем солнышке людей».